# Zwillingstriebwagen

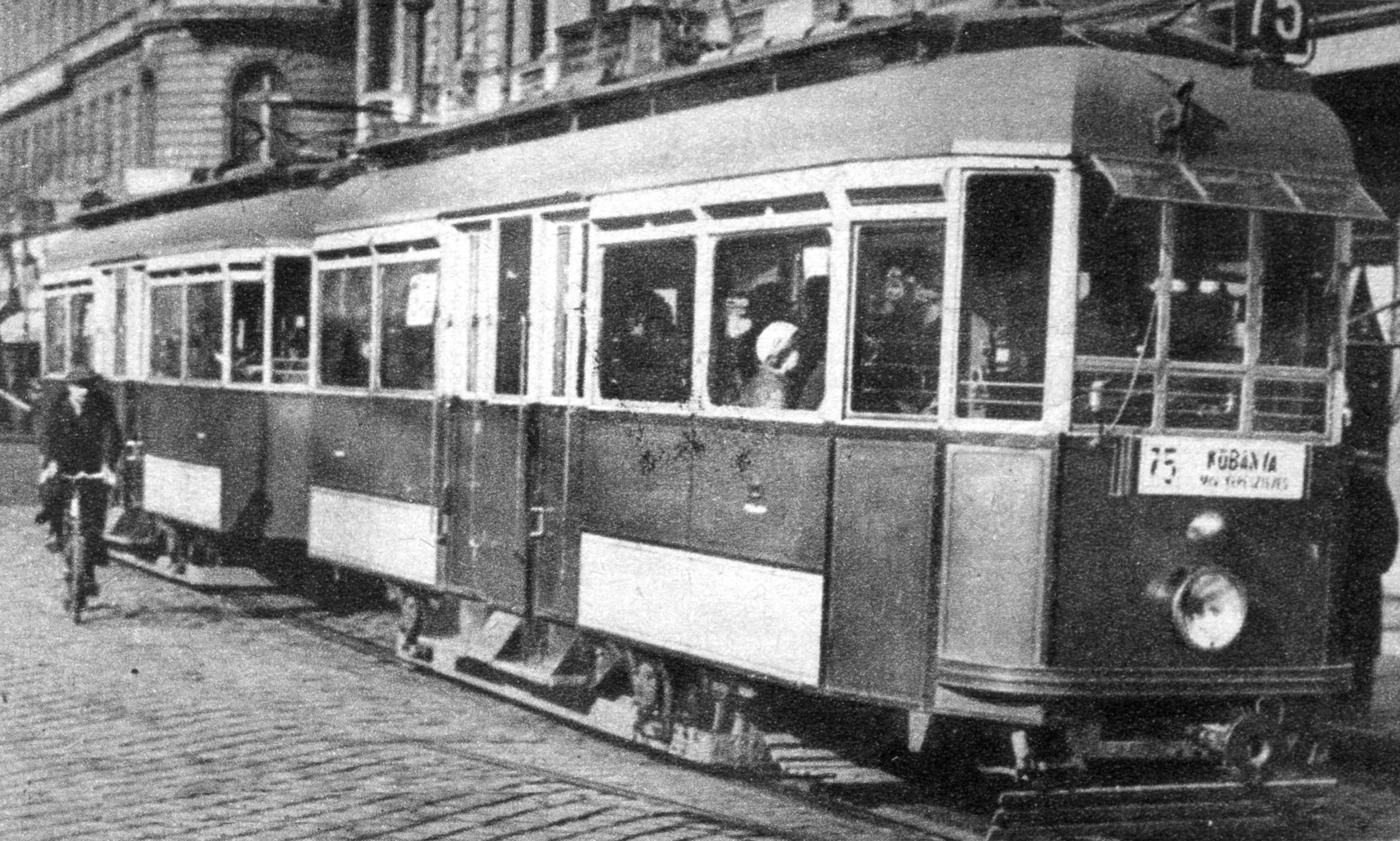
Einer der ersten Zwillingstriebwagen der Straßenbahn Budapest, 1930

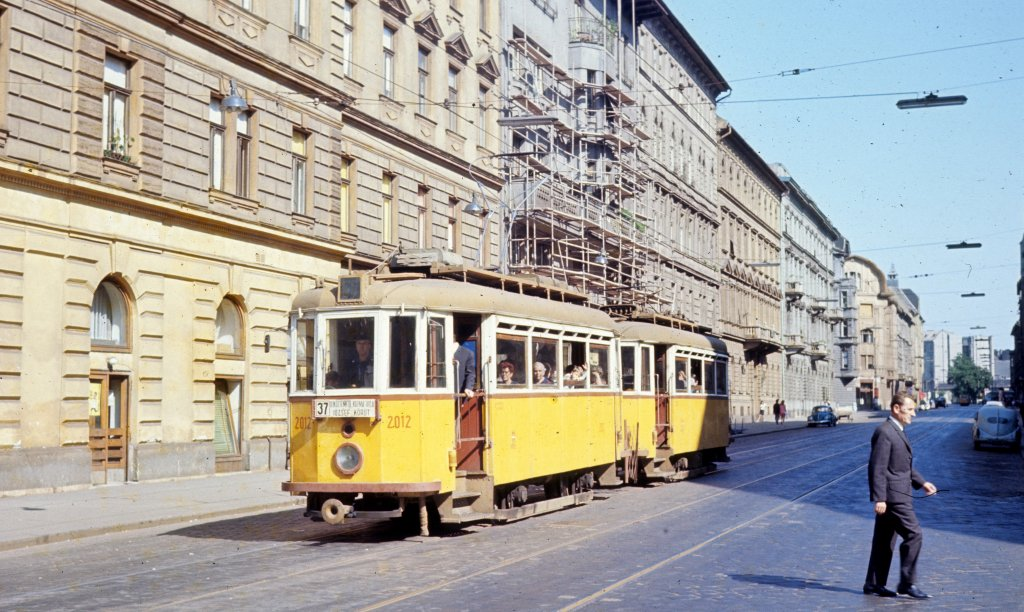
1969: Budapester Zwillingstriebwagen im Einsatz auf der Linie 37, der in dieser Fahrtrichtung nicht benötigte Stromabnehmer auf dem hinteren Wagen ist gesenkt

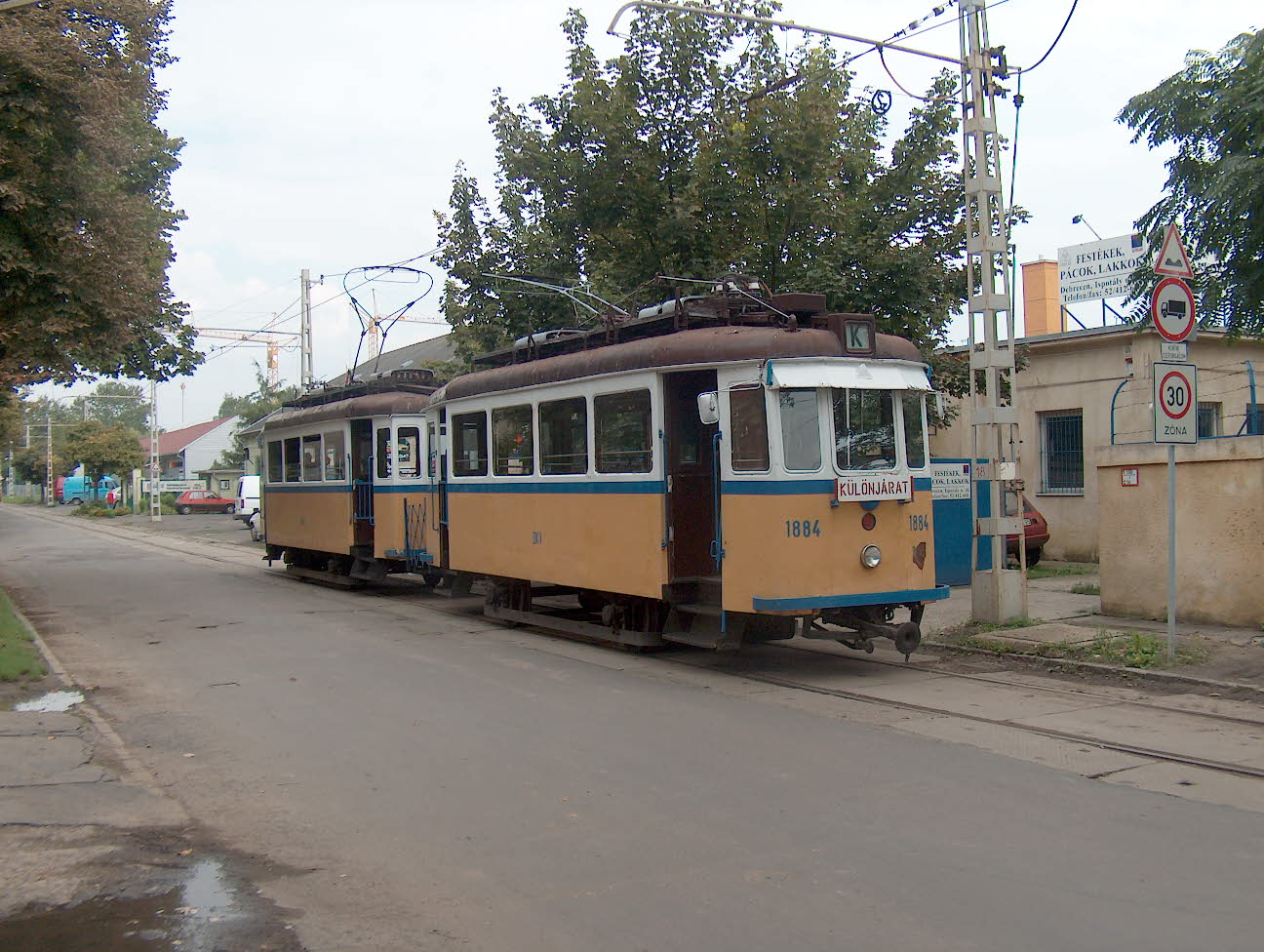
Historischer Zwillingszug der Straßenbahn Debrecen, aufgenommen 2005

Als Zwillingstriebwagen, Zwillingswagen, Zwillingszug, Doppeltriebwagen, Doppelwagen oder Doppelzug bezeichnet man zwei permanent miteinander verbundene Triebwagen einer Straßenbahn, die identisch aufgebaut sind, meist keine Übergangsmöglichkeit besitzen und meist nachträglich zusammengefügt wurden. Diese Bauform ist heute nicht mehr anzutreffen, sie wurde durch Gelenkwagen beziehungsweise Mehrfachtraktionen abgelöst. 
Eng mit den Straßenbahn-Zwillingstriebwagen verwandt sind die sogenannten Doppeltriebwagen bei Eisenbahnen oder U-Bahnen. Diese sind jedoch schon beim Bau als Doppelwagen konzipiert und deshalb spiegelverkehrt konstruiert, zudem bieten sie meist eine Übergangsmöglichkeit zwischen den beiden Wagenhälften.

## Prinzip
Technisch betrachtet sind Zwillingstriebwagen Zugkompositionen aus zwei fest miteinander gekuppelten zweiachsigen Motorwagen. Die zwei beziehungsweise vier Fahrmotoren sind dabei gleichmäßig auf beide Wagen verteilt und in Serie beziehungsweise parallel geschaltet. Wenn nur ein Fahrzeugteil einen Stromabnehmer besitzt, sind die beiden Wagen mit einem Starkstromkabel verbunden. Jedoch sind nicht immer alle Komponenten symmetrisch aufgebaut, so werden beispielsweise Kompressoren – etwa für Luftbremsen – häufig nur auf einem Wagenteil montiert. Die beiden Wagenteile eines Zwillingstriebwagens können somit im laufenden Betrieb nicht voneinander getrennt werden, sie sind einzeln nicht betriebsfähig. Außerdem entfernte man oft die beiden nicht mehr benötigten Führerstandseinrichtungen.
Damit unterscheiden sich Zwillingstriebwagen wesentlich von Mehrfachtraktionen, bei diesen sind alle Triebwagen in der Zugkomposition selbstständige Einheiten, welche von einem gemeinsamen Führerstand aus (fern-)gesteuert werden. Der führende Triebwagen gibt dabei Kontrollimpulse, die anderen Einheiten beschleunigen beziehungsweise bremsen synchron dazu.

## Geschichte

### Ungarn
Zwillingstriebwagen waren in erster Linie eine ungarische Spezialität. Darüber hinaus konnten sie sich aber auch in den benachbarten ausländischen Straßenbahnbetrieben durchsetzen, darunter überwiegend Städte, welche bis zum Ersten Weltkrieg zu Österreich-Ungarn gehörten. Die Straßenbahn Budapest spielte dabei die Vorreiterrolle, dort wurden bereits ab 1924 ältere Triebwagen zusammengekuppelt, um die Beförderungskapazität zu erhöhen. Insbesondere konnte man auf diese Weise auch Stumpfendstellen ohne Umsetzgleis beziehungsweise ohne Wendeschleife mit längeren Einheiten bedienen. Auf Linien, die bereits mit Beiwagen bedient wurden, ersparte man sich das Umsetzen an den Endstellen. Den Höhepunkt erreichte diese Entwicklung in den 1960er Jahren, damals verkehrten in Budapest über 1000 Zwillingstriebwagen. Obwohl es dazu zahlreiche Versuche gab, konnten sich diese Gespanne außerhalb Ungarns und seiner Nachbarländer kaum durchsetzen. Häufig traten bei dieser speziellen Betriebsart Antriebsprobleme auf.

### Deutschland
Auch in Deutschland gab es in der Zwischenkriegszeit einige Versuche mit Zwillingstriebwagen, durchsetzen konnte sich das Prinzip aber auch dort nicht. 
Bei der Straßenbahn Berlin existierten zunächst ab 1926 zehn Anderthalbrichtungswagen. Diese „Zwillingswagen“ mit den Betriebsnummern 6201–6210 besaßen jeweils nur einen Führerstand, so dass mit ihnen fünf Heck-an-Heck-gekuppelte Zwillingszüge gebildet wurden. 1931/32 trennte die BVG die Einheiten und baute die Triebwagen zu Einrichtungsfahrzeugen um.
Für die Straßenbahn München München baute die Waggonfabrik Josef Rathgeber 1947/48 zusammen 28 Triebwagen der Baureihe B in 14 Zwillingstriebwagen um. Sie hatten sich zuvor wegen ihrer geringen Motorleistung als zu schwach für den Betrieb mit zwei Beiwagen erwiesen. Die Wagen wurden 1956 bis 1958 bereits wieder ausgemustert, die Fahrgestelle für die Reparatur älterer Wagen vom Typ D verwendet. Zuvor waren bereits 1936 und 1937 zwei Zwillingstriebwagen der Baureihe Z 4.2 mit den Betriebsnummern 351 und 352 entstanden. Wagen 351 wurde 1943 zerstört, Wagen 352 1954 ausgemustert.
Weitere Versuche mit Zwillingstriebwagen gab es unter anderem 
- in Leipzig, dort existierte ein M-Zug mit Mittelbeiwagen (1187–601–1188) sowie ein weiteres Triebwagen-Paar;
- in Hamburg, dort wurde probehalber ein Zweiachsbeiwagen motorisiert;
- in Essen, dort verwendete die SEG dafür zwei altersschwache ehemalige Wiesbadener Triebwagen;
- in Mannheim;
- bei der Düsseldorfer Rheinbahn, die 1928 zwei von Westwaggon und AEG gebaute Zwillingstriebwagen in Betrieb nahm, diese aber schon 1932 zu vier Einzelwagen umbaute;[3]
- bei der Straßenbahn Hagen, sie bildete 1951 aus vier alten Zweiachstriebwagen des Baujahrs 1912 (46, 47, 52 und 59) zwei Gespanne mit den neuen Nummern 40-41 und 42-43. Diese Wagen erhielten modernisierte Wagenkästen mit nur jeweils einem Führerstand. Beide Wagen wurden nach Unfällen, auf Grund von Bremsversagen, 1961 verschrottet;
- in Würzburg, wo die beiden 1953 aus Bad Kreuznach übernommenen Triebwagen 25 und 26 1954 zu einem Doppeltriebwagen mit den neuen Nummern 101a und 101b zusammenfügt wurden, der später unter dem Spitznamen Max und Moritz bekannt wurde und bis 1964 in Betrieb war.[4][5]

### Österreich
Die Straßenbahn Wien experimentierte zwischen 1929 und 1937 mit einem Zwillingszug aus zwei Triebwagen der Type H. Die beiden fest gekuppelten Fahrzeuge mit den Nummern 2164 und 2166 waren durch ein mehrpoliges Kabel verbunden und verfügten nur noch über jeweils einen Motor und einen Fahrschalter. Ihren Fahrstrom erhielten sie stets vom Stromabnehmer des führenden Triebwagens, während der zweite abgezogen war. Lediglich bei Dunkelheit musste er für die Beleuchtung angelegt werden.

### Rumänien
In Rumänien verkehrten die ersten Zwillingstriebwagen ab 1931 bei der Straßenbahn Timișoara. Im Laufe der Jahre wurden dort zusammen 29 Gespanne gebildet, darunter zwölf des Typs Pionier, neun des Typs FII, drei des Typs F, drei des Typs T1-62, eines des Typs DII sowie ein gemischter F/FII-Zug. Die letzten Zwillingsgespanne schieden 1988 aus dem Bestand. Darüber hinaus verkehrte in Rumänien nur noch bei der Straßenbahn Arad ein einzelner Zwillingstriebwagen, dieser 1949 produzierte Zug mit den Betriebsnummern 14 und 15 war dabei baugleich mit dem Typ FII in Timișoara und war bis 1974 in Betrieb.